# Мирко Вичевић
Мирко Вичевић (Котор, 30. јун 1968) бивши је југословенски и црногорски ватерполиста и садашњи ватерполо тренер хрватске националности. Први је капитен у историји црногорских ватерполских репрезентација.

## Каријера
У каријери је постигао 1057 голова. Члан је свјетске куће славних у ватерполу. На свјетском ватерполо првенству 1986 се окитио златном медаљом, чему је највише допринио изједначујућим поготком на крају регуларног дијела финалне утакмице против Италије, да би у продужецима Југославија освојила златну медаљу. На олимпијском турниру 1988 у Сеулу је постигао три поготка, и освојио златну медаљу, 1996. је постигао 13 голова. Поникао је у которском Приморцу, а у каријери је игра за шпанске, италијанске и хрватске клубове. Мирко Вичевић је за Југославију на СП и ЕП 1991. освојио злато, које нису освојили хрватски играчи јер се хрватски ватерполски савез непосредно прије првенства разишао са ватерполо савезом Југославије. Сви хрватски играчи су напустили припреме осим бокељског хрвата Вичевића који је остао због притиска родитеља (његов клуб Јадран СТ одмах га је због те одлуке суспендирао). Стога никада није играо за Хрватску већ након распада Југославије је играо за СРЈ / СЦГ па потом за Црну Гору. Након завршетка играчке каријере неко вријеме је био тренер ватерполо академије Цаттаро. Црногорску јуниорску репрезентацију до 17 година, без пораза је довео до злата на европском првенству 2013. на Малти. Свакако да је ово година за памћење, када је у питању црногорски ватерполо - све је кренуло сјајним резултатом сениора и сребром на шампионату света, кадети су се окитили другим мјестом на највећем и најјачем турниру за годиште у Београду, а годину дана на сјајан начин заокружили јуниори освајањем златне медаље на првенству Европе. Хрватско грађанско друштво Црне Горе до краја године планира бројне активности, прије свега на презентацију монографских друштава, која је управо изашла из тиска, који је посветио Котору још давне 1874. године, традиционални концерт Кварнера па до Боке, божићни концерти у Котору, Бару, Тивту и Подгорици.
Од 27. јула 2011. обавља дужност предсједника Хрватског грађанског друштва Црне Горе-Котор.

## Контроверзе
Вичевић је почетком 2022. г. преузео ВК Црвена звезда. На једној утакмици навијачи Црвене звезде су му упутили шовинистички транспарент „Шиптар, Хрват, балија — нису моја братија!”, те је он недуго затим дао отказ.